# おおえまさのり
おおえ まさのり（1942年 - ）は、日本の著作家、翻訳者、映像作家。

## 来歴
徳島県鳴門市に人形製作者大江巳之助の長男として生まれる。京都学芸大学（現・京都教育大学）特修美術学科卒業。
1965年より1969年まで、ニューヨークで映画を制作する。1971年、インドを旅しチベット仏教を知り、「チベットの死者の書」を翻訳し出版する。以後、精神世界やニューエイジに関わる様々な企画・出版・学塾に従事する。
1988年8月に八ヶ岳で開催された「いのちの祭り」、2000年8月に長野県大町市で開催された「いのちの祭り2000」の実行委員長を務めた。いちえんそう主宰。

## 主な作品

### 著書
- 『空なるものの愛に棒げる詩』講談社、1974年。ISBN 978-4061261617。
- 『存在の楽書』西北社、1983年。ISBN 978-4795250017。
- 『カントリー・ダイアリー 心のエコロジーへ向けて』西北社、1985年。
- 『宇宙卵の割れる時 意識の進化とニューヴィジョン』講談社、1985年。ISBN 978-4062018067。
- 『超死考 わたしはどこからきてどこへゆくのか』地湧社、1987年。ISBN 978-4885030604。
- 『ガイア』内海朗イラスト、現代書館〈For beginners シリーズ 57〉、1991年。ISBN 978-4768400579。
- 『スピリットの森から 内なる変容とエコロジー』柏樹社、1992年。ISBN 978-4826302425。
- 『チベットの死者の書99の謎』二見文庫〈二見WAiWAi文庫〉、1994年。ISBN 978-4576940267。
- 『木偶の舞う夢 最後の文楽人形師大江巳之助の世界』共同プレス、1998年。ISBN 978-4896136623。
- 『宇宙の見る夢 生命の踊り場を求めて』雲母書房、1999年。ISBN 978-4876720767。
- 『魂の源境へ 映像交響詩』出帆新社、2002年。ISBN 978-4915497773。
- 『夢見る力 スピリチュアリティと平和』作品社、2006年。ISBN 978-4861820762。
- 『未来への舟 ――草木虫魚のいのり――』いちえんそう、2012年。ISBN 978-4900381001。
- 『魂のアヴァンギャルド もう1つの60年代』街から舎〈City lights books v.1〉、2013年。ISBN 978-4939139185。

### 絵本
- 『じゃんぴんぐ まうす――花咲く生命の木を求めて――』いちえんそう、1980年。

### 訳書
- 『チベットの死者の書』（千部限定版）唵書房、1973年。
  - 『チベットの死者の書』講談社、1974年。ISBN 978-4061261600。
  - 『チベットの死者の書 経典『バルドゥ・トェ・ドル』』（新訂版）講談社〈講談社+α文庫〉、1994年。ISBN 978-4062560283。
  - 『チベットの死者の書』（改訂版）講談社、2004年。ISBN 978-4062121507。
- 『チベットの偉大なヨギー ミラレパ』オーム・ファウンデーション、1976年。
  - 『チベットの偉大なヨギー ミラレパ』めるくまーる、1980年。
  - 『チベットの偉大なヨギー ミラレパ』めるくまーる、1992年。ISBN 978-4839700089。
- 『チベット密教の至宝 ミラレパの十万歌』いちえんそう、1983年。
- 『南インドの瞑想 ラマナ・マハリシとの対話』大陸書房、1983年。ISBN 978-4803307481。

### 監訳
- ジッドゥ・クリシュナムルティ 著、中田周作 訳『クリシュナムルティの神秘体験』おおえまさのり監訳、めるくまーる、1985年。ISBN 978-4839700287。

### 映像
- NO GAME - Pentagon Confrontation（1967年10月21日の記録映画16ミリドキュメンタリー・B/W 17分）
- HEAD GAME（1967年4月のBE-INの記録映画16ミリドキュメンタリー・カラー10分）
- GREAT SOCIETY（16ミリドキュメンタリー・フィルム6本によるマルチスクリーン上映・カラー17分、1967）
- Salome's Child（16ミリ・カラー10分、1967）
- Between the Frame（16ミリ・カラー10分、1967）
- 天路遍歴の神話（16ミリ・カラー・10分、1970）
- 空なるものの愛に捧げる詩（16ミリ・カラー・60分、1971）
- リンガラジャ（1971）

## エピソード
- 1965年、ニューヨークに着いた初日に、ティモシー・リアリー、ラム・ダス（英語版）と知り合った[5]。
- 知人にアレン・ギンズバーグ、ゲイリー・スナイダー、ななおさかき、山尾三省らがいる。
- 山梨県北杜市で、自然農を実践している[6][7]。

## 関連事項
- 大江巳之助
- ななおさかき
- 山尾三省
- ティモシー・リアリー
- アレン・ギンズバーグ
- ゲーリー・スナイダー